# Colpodium lanatiflorum
Colpodium lanatiflorum är en gräsart som först beskrevs av Roman Julievich Roshevitz, och fick sitt nu gällande namn av Nikolai Nikolaievich Tzvelev. Colpodium lanatiflorum ingår i släktet Colpodium, och familjen gräs. Inga underarter finns listade i Catalogue of Life.